# الکساندرو ادابسکو، کالاراسی
الکساندرو ادابسکو، کالاراسی (به لاتین: Alexandru Odobescu, Călărași) یک منطقهٔ مسکونی در رومانی است.

## خصوصیات
الکساندرو ادابسکو ۵۸٫۷۹ کیلومترمربع مساحت و ۲٬۸۲۶ نفر جمعیت دارد.